# Kanton Brive-la-Gaillarde-4
Brive-la-Gaillarde-4 is een kanton van het Franse departement Corrèze. Het kanton maakt deel uit van het arrondissement  Brive-la-Gaillarde.  

Het telt 13.290 inwoners in 2018.

Het kanton werd gevormd ingevolge het decreet van 24  februari 2014 met uitwerking op 22 maart 2015.

## Gemeenten
Het kanton Brive-la-Gaillarde-4 omvat enkel een (zuidelijk) deel van de gemeente:  Brive-la-Gaillarde.